# Jordanka Donkowa
Jordanka Donkowa (bulgarisch Йорданка Донкова, engl. Transkription Yordanka Donkova; * 28. September 1961 in Gorni Bogrow bei Sofia) ist eine ehemalige bulgarische Hürdenläuferin und Olympiasiegerin.
Donkowa war vom 20. August 1988 bis 23. Juli 2016 Inhaberin des Weltrekords im 100-Meter-Hürdenlauf. 1986 brach sie den seit sieben Jahren bestehenden Rekord der Polin Grażyna Rabsztyn und verbesserte ihn dreimal. 1987 nahm ihr die Bulgarin Ginka Sagortschewa den Rekord ab. Donkowa konnte ihn aber in Stara Sagora um vier Hundertstelsekunden unterbieten. Erst fast 28 Jahre später gelang es der US-Amerikanerin Kendra Harrison, den Weltrekord um eine Hundertstelsekunde auf 12,20 s zu verbessern.
Der erfolgreichste Monat für sie war von Mitte August 1986 bis Mitte September: Am 17. August stellte sie beim Grand Prix in Köln einen Weltrekord auf und verbesserte ihn innerhalb einer Stunde. Am 29. August gewann sie bei den Europameisterschaften in Stuttgart Gold über 100 Meter Hürden und zwei Tage später Silber in der 4-mal-100-Meter-Staffel mit Bulgarien. Am 7. September lief sie einen weiteren Weltrekord in Ljubljana. Fazit: 3 Weltrekorde, 1 Gold- und 1 Silbermedaille innerhalb eines Monats.
Bei den Olympischen Spielen 1988 in Seoul gewann sie die Goldmedaille im 100-Meter-Hürdenlauf vor der DDR-Läuferin Gloria Siebert und der bundesdeutschen Läuferin Claudia Zaczkiewicz. Bei den Olympischen Spielen 1992 in Barcelona konnte sie ihren Erfolg von 1988 nicht wiederholen, gewann jedoch die Bronzemedaille hinter der Griechin Voula Patoulidou und der US-Amerikanerin LaVonna Martin.
Bei den Europameisterschaften 1994 in Helsinki gewann sie noch einmal Bronze im 100-Meter-Hürdenlauf.

## Persönliche Bestzeiten
- 100 m: 11,27 s, 14. August 1982, Sofia
- 200 m: 22,95 s, 16. September, Ost-Berlin
- 50 m Hürden (Halle): 6,77 s, 7. Februar 1993, Grenoble
- 60 m Hürden: 7,74 s, 14. Februar 1987, Sofia
- 100 m Hürden: 12,21 s, 20. August 1988, Stara Sagora (bis 22. Juli 2016 Weltrekord)